# Новий Став (гміна)
Гміна Новий Став (пол. Gmina Nowy Staw) — місько-сільська гміна у північній Польщі. Належить до Мальборського повіту Поморського воєводства.
Станом на 31 грудня 2011 у гміні проживало 7990 осіб.

## Територія
Згідно з даними за 2007 рік площа гміни становила 114.38 км², у тому числі:
- орні землі: 87.00%
- ліси: 1.00%

Таким чином, площа гміни становить 23.12% площі повіту.

## Населення
Станом на 31 грудня 2011:
| Опис     | Загалом | Загалом | Чоловіки | Чоловіки | Жінки | Жінки |
| -------- | ------- | ------- | -------- | -------- | ----- | ----- |
| одиниця  | осіб    | %       | осіб     | %        | осіб  | %     |
| все      | 7990    | 100     | 3969     | 49.67    | 4021  | 50.33 |
| міське   | 4475    | 100     | 2172     | 48.54    | 2303  | 51.46 |
| сільське | 3515    | 100     | 1797     | 51.12    | 1718  | 48.88 |

## Сусідні гміни
Гміна Новий Став межує з такими гмінами: Ліхнови, Мальборк, Новий Двур-Ґданський, Осташево, Старе Поле.